# Petalostigma triloculare
Petalostigma triloculare — вид рослин порядку мальпігієцвіті (Malpighiales).

## Будова
Невелике дерево до 15 м заввишки. Листя вузьке еліптичне 3–9 завдовжки та 1–3,5 завширшки з глянцевою поверхнею зверху та сіруватими волосинками знизу. Дерево різностатеве, жовтувато-брунатні чоловічі квіти ростуть у суцвіттях, тоді як жіночі окремо. Плід — кістянка, 10–18 мм в діаметрі. 

## Життєвий цикл
Кісточка плоду як і у Petalostigma pubescens. при висиханні вибухає, розкидаючи насіння  до 4 метрів у різні боки.

## Поширення та середовище існування
Росте в Австралії на північ від річки Німбойда.

## Галерея

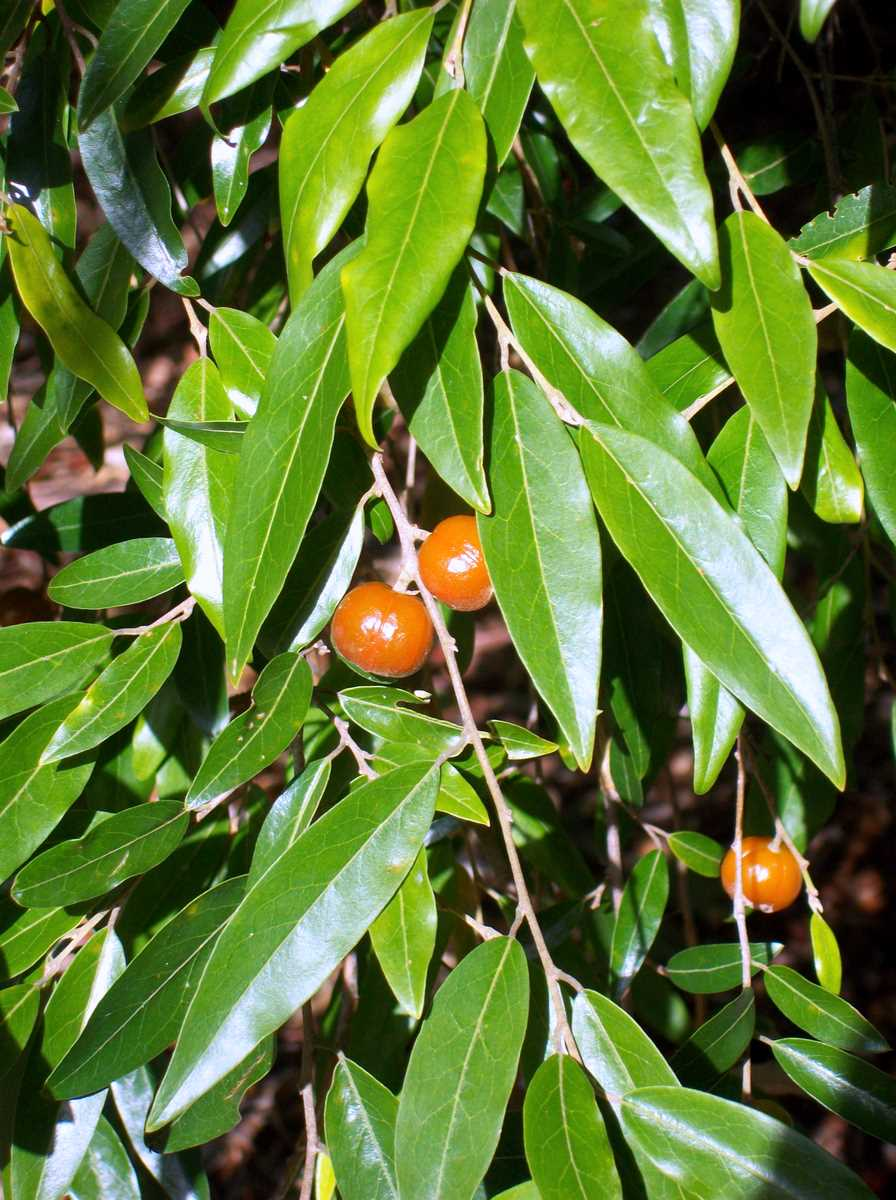
Листя
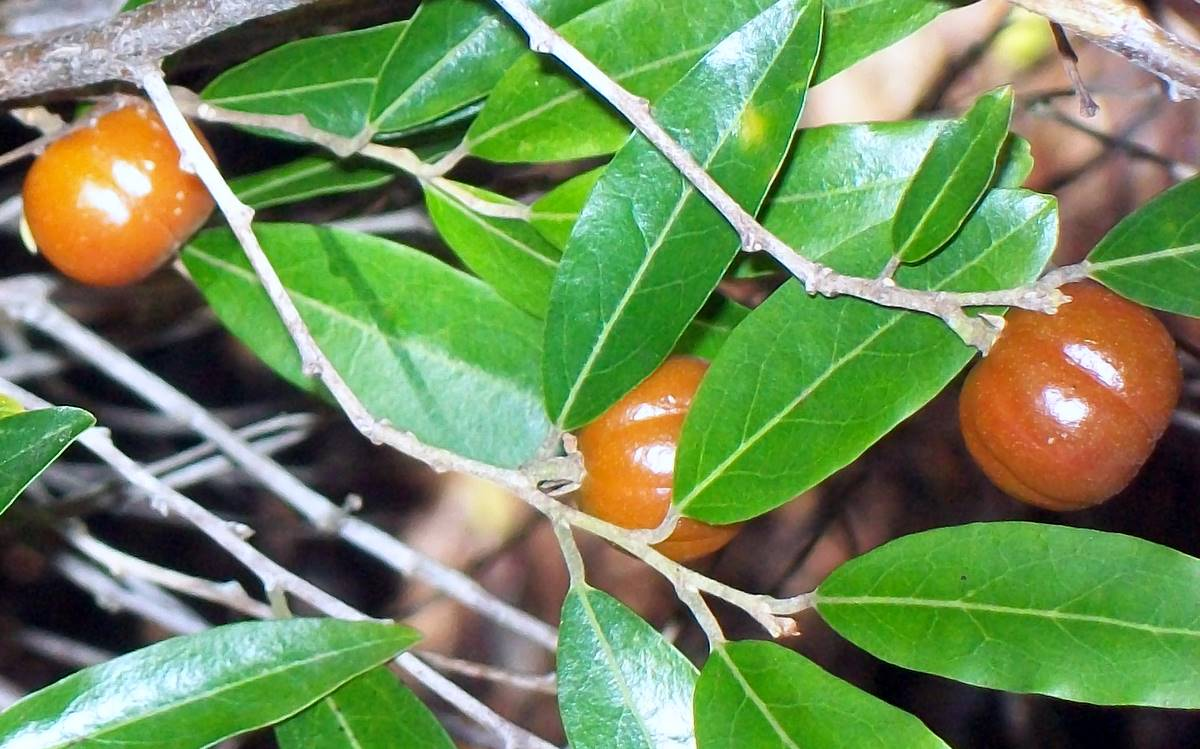
Плоди